# Pregnana Milanese
Pregnana Milanese (Pregnana  in dialetto milanese) è un comune italiano di 7 314 abitanti della città metropolitana di Milano in Lombardia. La sua altitudine è di 154 metri s.l.m. e presenta un'ambientazione tipica della Pianura Padana.

## Storia
La prima notizia documentaria sul conto di Pregnana Milanese risale al XII secolo quando l'abitato venne saccheggiato dalle armate di Federico Barbarossa, anche se si ha ragione di credere che l'origine del nome si rifaccia ad un nome proprio romano Proenius o Perennius. All'invasione del Barbarossa seguirono due ondate di carestia che investirono in pieno Pregnana, una nel 1242 e l'altra nel 1246, fatti che condizionarono la poca urbanizzazione del borgo in epoca antica.
Nel Liber Notitiae Sanctorum Mediolani di Goffredo da Bussero sappiamo che Pregnana era compresa nella pieve di Nerviano e vi era presente la chiesa di San Pietro, elencata anche nel censimento ordinato dal duca Gian Galeazzo Visconti. Dal 1302 al 1311 gran parte delle terre di Pregnana erano di proprietà di Guido della Torre, oltre ad un ristretto numero di possidenti nobili come i Barbò, i d'Adda e la chiesa locale, poteri forti che riuscirono a permanere durante i domini visconteo e sforzesco.
Fu solo sul finire dell'Ottocento che il paese di Pregnana iniziò a trasformarsi lentamente da agricolo a industriale, unitamente al passaggio del Canale Villoresi, inaugurato nel 1868 e alla costruzione della ferrovia Milano-Rho-Arona, ultimata proprio in quell'anno. Già da un decennio, inoltre, esisteva nei pressi di Pregnana la ferrovia Milano-Novara.
Il 20 settembre 1900 il consiglio comunale ottenne dal governo di aggiungere al nome di Pregnana la denominazione “Milanese” per distinguere il paese da altri comuni omonimi esistenti. Nel 1925 venne impiantato in paese il primo stabilimento di tessitura.
Nel 1962 la Olivetti stabilì qui il proprio polo di Ricerca e Sviluppo: tra i vari risultati di queste ricerche ci fu la nascita, tra il 1962 e il 1964, della Programma 101, il primo personal computer al mondo.

### Simboli
Lo stemma e il gonfalone sono stati concessi con decreto del presidente della Repubblica del 30 ottobre 1954.
Il gonfalone è un drappo di verde.

## Monumenti e luoghi d'interesse

### Chiese

#### Chiesa parrocchiale dei Santi Pietro e Paolo
Costruita durante la seconda guerra mondiale, fu ideata dal parroco don Giuseppe Fumagalli (1905-1991) e consacrata il 30 giugno 1945 dal cardinale Ildefonso Schuster, con storici e solenni festeggiamenti, è un edificio importante perché è stato voluto e costruito con sacrifici e operoso zelo dalla popolazione pregnanese di quell'epoca.
Le pitture interne vennero realizzate ad opera dal pittore Natale Penati (1884-1955): sull'abside e sulla volta è rappresentata la "gloria", la vita e il martirio dei santi patroni Pietro e Paolo. Vi sono anche due affreschi che rappresentano l'Ultima Cena e la Crocefissione. Nel lato sinistro vi sono il battistero e l'altare dell'Addolorata (compatrona), nel lato destro l'altare della "Regina Pacis" che ricorda il bombardamento aereo su Pregnana avvenuto il 19 aprile 1945, l'altare di San Giovanni Battista e l'altare di San Giuseppe.

#### Vecchia chiesa parrocchiale
Situato a fianco dell'attuale chiesa parrocchiale, il vecchio edificio risale nelle sue forme attuali alla metà del Settecento, sebbene le sue origini siano molto più remote.
La chiesa venne riadattata ed ampliata per venire incontro alle esigenze dei fedeli tra il 1889 ed il 1899. In realtà i primi restauri sulla struttura vennero indicati già il 28 aprile 1570 dal cardinale san Carlo Borromeo giunto qui in visita pastorale, di cui rimangono alcune tracce decorative nell'abside. La chiesa si presenta con una struttura interna piuttosto semplice e non appoggia su fondamenta, motivo per cui all'interno si sviluppa oggi come un tempo una certa umidità. La facciata è lineare, sovrastata da un timpano e divisa da lesene. Nel 1770 la comunità cittadina applicò al campanile della chiesa parrocchiale un orologio e contemporaneamente venne posto di fianco alla chiesa il cimitero, di cui oggi rimane solo una colonna di granito sormontata da una croce in ferro. Nel medesimo periodo venne realizzato il prezioso pavimento in cotto lombardo ancora oggi visibile.
Dopo la costruzione della nuova chiesa parrocchiale, l'antica chiesa venne utilizzata come salone del cinema ed oggi funge da cappella dell'oratorio locale.

#### Cappella del Lazzaretto
L'edificio si trova a nord-ovest del territorio di Pregnana Milanese, esattamente ai margini della via che collega il comune con Vanzago. La costruzione risale presumibilmente all'epoca della grande peste del 1630 e sorgeva vicino al Lazzaretto, luogo preposto al ricovero degli appestati, lasciando quindi comprendere la posizione periferica rispetto all'abitato. Si interpreta tra la fine del XVIII secolo e l'inizio del XIX la realizzazione del portale, posto verso la strada principale, con l'intento di riconvertire il luogo in cappella di culto al servizio della comunità. Sull'unico altare, gli affreschi raffigurano le anime del Purgatorio che, per intercessione della Beata Vergine Maria, vengono portate dagli angeli in Paradiso.

### Ville e palazzi

#### Cascina Comune
La struttura risale al XV secolo ed è ricca di storia e di tragici avvenimenti. Le pestilenze del XVI secolo e ancor di più la grande peste di Milano del 1630, colpirono anche Pregnana, alla cui memoria rimane ancor oggi il Lazzaretto. Ai tempi delle pestilenze e delle epidemie di tifo e di colera (1529 e 1540), la Cascina Comune venne destinata quale principale ricovero degli ammalati; l'assistenza venne affidata ai monaci cistercensi di Parabiago, che vi si stabilirono per alcuni mesi per la salvaguardia degli ammalati e dei moribondi. Quando nel 1871 venne acquistata dalla famiglia Oldrati, sui muri vennero ritrovate numerose croci dipinte a carbone, probabilmente per indicare il numero dei morti colpiti dalla pestilenza, di cui era tradizione ogni anno recarsi in processione per pregare alla memoria. La costruzione presenta ancora una torretta campanaria con campanella, un piccolo altarino ed un bassorilievo di manifattura molto antica. Venduta nel 1901 dalla famiglia Oldrati alla famiglia Gallotti è stata rivenduta da quest'ultima nel 1921 all'attuale proprietaria famiglia Casati.

### Cascine
Altre cascine ancora esistenti, molte delle quali comprese nel territorio del Parco del Basso Olona, sono la cascina Fabriziana (detta "Cascina rossa") per la tinteggiatura esterna che la rese nota per vari decenni del XX secolo, la cascina Orombella (o Cascinetta) nei cui pressi si trova il fontanile Serbelloni (detto "Costa azzurra"), il molino Sant'Elena (oggi noto come Murin di rusi) posto lungo il corso del fiume Olona e documentato sin dal 1600, poi la cascina San Giovanni e la cascina Madonnina lungo la strada per Arluno. La cascina Serbelloni, ora stretta tra le ferrovie storica e alta velocità Milano Torino, è una località costituita da due grandi corti, con una quarantina di famiglie e una trattoria di antica presenza, sul tracciato Bareggio - Pregnana ormai irriconoscibile. Fanno fede di questa antica visibilità sia la trattoria attivissima tutt'oggi, che una scritta storica sul muro, ora pericolante, di un fabbricato che prospettava sulla strada. In uno dei grandi cortili, alcuni volenterosi residenti hanno rimesso in funzione l'antico forno per la cottura del pane.

### Parchi
Nell’area comunale si trova il Parco del Basso Olona.
Il comune fa parte del  Parco agricolo Sud Milano.

## Società

### Evoluzione demografica
Nel 1811, durante il regno di Napoleone, Pregnana fu brevemente unita a Cornaredo.
Abitanti censiti

### Etnie e minoranze straniere
Al 31 dicembre 2022 la popolazione straniera era di 485 persone, pari al 6,21% della popolazione.

## Infrastrutture e trasporti

### Ferrovie
Il comune è servito dalla stazione di Pregnana Milanese, sulla linea S6 (Novara–Milano–Pioltello) del servizio ferroviario suburbano di Milano. Il servizio è gestito da Trenord nell'ambito del contratto stipulato con Regione Lombardia.

### Mobilità urbana
I trasporti interurbani di Pregnana Milanese vengono svolti con autoservizi di linea gestiti da MOVIBUS. Essi la collegano con la città di Milano, avendo come capolinea la stazione di Molino Dorino della linea M1. É ben collegata alla rete autostradale avendo a pochi minuti gli imbocchi con l'autostrada A4 Torino-Milano e Milano-Venezia, con l'Autostrada dei Laghi, con la Tangenziale Nord di Milano e con la Tangenziale Ovest di Milano.
Dista 12 Km dalla  Provincia di Varese (Basso varesotto) e 20 Km dal centro di  Milano.

## Amministrazione

### Sindaci dalla Liberazione ad oggi
| N°                                                    | Nome                                           | Inizio mandato   | Fine mandato     | Partito                                                | Elezione |
| ----------------------------------------------------- | ---------------------------------------------- | ---------------- | ---------------- | ------------------------------------------------------ | -------- |
| 1                                                     | Angelo Cattaneo                                | 30 aprile 1945   | 7 aprile 1946    | Partito Comunista Italiano                             | –        |
| Sindaci eletti dal consiglio comunale (1946-1997)     |                                                |                  |                  |                                                        |          |
| 2                                                     | Giuseppe Fagnani                               | 7 aprile 1946    | 27 maggio 1956   | Democrazia Cristiana                                   | 1946     |
| 2                                                     | Giuseppe Fagnani                               | 7 aprile 1946    | 27 maggio 1956   | Democrazia Cristiana                                   | 1951     |
| 3                                                     | Giulio Maggioni                                | 27 maggio 1956   | 7 giugno 1970    | Democrazia Cristiana                                   | 1956     |
| 3                                                     | Giulio Maggioni                                | 27 maggio 1956   | 7 giugno 1970    | Democrazia Cristiana                                   | 1961     |
| 3                                                     | Giulio Maggioni                                | 27 maggio 1956   | 7 giugno 1970    | Democrazia Cristiana                                   | 1966     |
| 4                                                     | Antonio Cattaneo                               | 7 giugno 1970    | 2 gennaio 1971   | Partito Comunista Italiano                             | 1970     |
| 5                                                     | Alberto Cogliati                               | 2 gennaio 1971   | 12 maggio 1985   | Indipendente di centro-sinistra                        | 1970     |
| 5                                                     | Alberto Cogliati                               | 2 gennaio 1971   | 12 maggio 1985   | Indipendente di centro-sinistra                        | 1975     |
| 5                                                     | Alberto Cogliati                               | 2 gennaio 1971   | 12 maggio 1985   | Indipendente di centro-sinistra                        | 1980     |
| (3)                                                   | Giulio Maggioni                                | 12 maggio 1985   | 31 gennaio 1989  | Democrazia Cristiana                                   | 1985     |
| –                                                     | Enrico De Bonfils Commissario prefettizio      | 31 gennaio 1989  | 20 luglio 1989   | –                                                      | –        |
| (3)                                                   | Giulio Maggioni                                | 20 luglio 1989   | 29 novembre 1991 | Democrazia Cristiana                                   | 1989     |
| –                                                     | Anna Maria Cancellieri Commissario prefettizio | 29 novembre 1991 | 13 dicembre 1992 | –                                                      | –        |
| 6                                                     | Primo Mauri                                    | 13 dicembre 1992 | 17 novembre 1997 | Partito Democratico della Sinistra                     | 1992     |
| Sindaci eletti direttamente dai cittadini (1997-oggi) |                                                |                  |                  |                                                        |          |
| 6                                                     | Primo Mauri                                    | 17 novembre 1997 | 29 maggio 2007   | Lista civica di centro-sinistra "Insieme per Pregnana" | 1997     |
| 6                                                     | Primo Mauri                                    | 17 novembre 1997 | 29 maggio 2007   | Lista civica di centro-sinistra "Insieme per Pregnana" | 2002     |
| 7                                                     | Sergio Romeo Maestroni                         | 29 maggio 2007   | 13 giugno 2017   | Lista civica di centro-sinistra "Insieme per Pregnana" | 2007     |
| 7                                                     | Sergio Romeo Maestroni                         | 29 maggio 2007   | 13 giugno 2017   | Lista civica di centro-sinistra "Insieme per Pregnana" | 2012     |
| 8                                                     | Angelo Bosani                                  | 13 giugno 2017   | in carica        | Lista civica di centro-sinistra "Insieme per Pregnana" | 2017     |
| 8                                                     | Angelo Bosani                                  | 13 giugno 2017   | in carica        | Lista civica di centro-sinistra "Insieme per Pregnana" | 2022     |

## Sport
Pregnana ha diverse associazioni sportive di vario genere:
- Calcio: G.S. Pregnanese
- Basket: Pallacanestro Pregnana
- Ginnastica Artistica: A.G.A.P.
- Karate: Associazione Cintura Nera Pregnana
- Ciclismo: UC Pregnana Team Scout
- A.S.D. Aurora: Associazione Sportiva Dillettantisca dell'oratorio di Pregnana, con squadre di calcio, pallavolo e calciobalilla.

Si corre inoltre annualmente il Trofeo Giacomo Larghi, corsa ciclistica di categoria 1.19 per Under 23 e dilettanti, organizzata dall'UC Pregnana Team Scout.